# Grace Elliott
Grace Dalrymple Elliott (1754? - Ville-d'Avray, 1823), dame écossaise, qui fut un temps maîtresse du duc d'Orléans, a vécu à Paris durant les pires moments de la Révolution française. Emprisonnée en décembre 1793, elle échappe à la guillotine grâce à la chute de Robespierre le 9 thermidor. Elle laisse une autobiographie très romancée, Ma vie sous la Révolution (Journal of My Life During the French Revolution), publiée à titre posthume en 1859. En 2001, Éric Rohmer en tire un film, L'Anglaise et le Duc.

## Biographie

### Enfance
Grace Dalrymple était fille d'un avocat d'Édimbourg qui portait un nom illustre en Écosse : Hew Dalrymple. Ses parents se séparèrent alors qu'elle était enfant et elle fut envoyée dans un couvent en France où elle a grandi. Elle y acquit de bonnes manières et une éducation raffinée. D'une grande élégance, elle commença à se faire connaître dans divers cercles et à participer aux événements mondains. Si l'on se fie aux portraits que l'on a fait d'elle à l'époque, elle était grande et mince, extrêmement séduisante, avec un charmant visage aux traits réguliers. Elle sut utiliser sa beauté de statue et son intelligence lorsqu'elle devint une courtisane dans l'entourage de la famille royale.

### Mariage et aventures

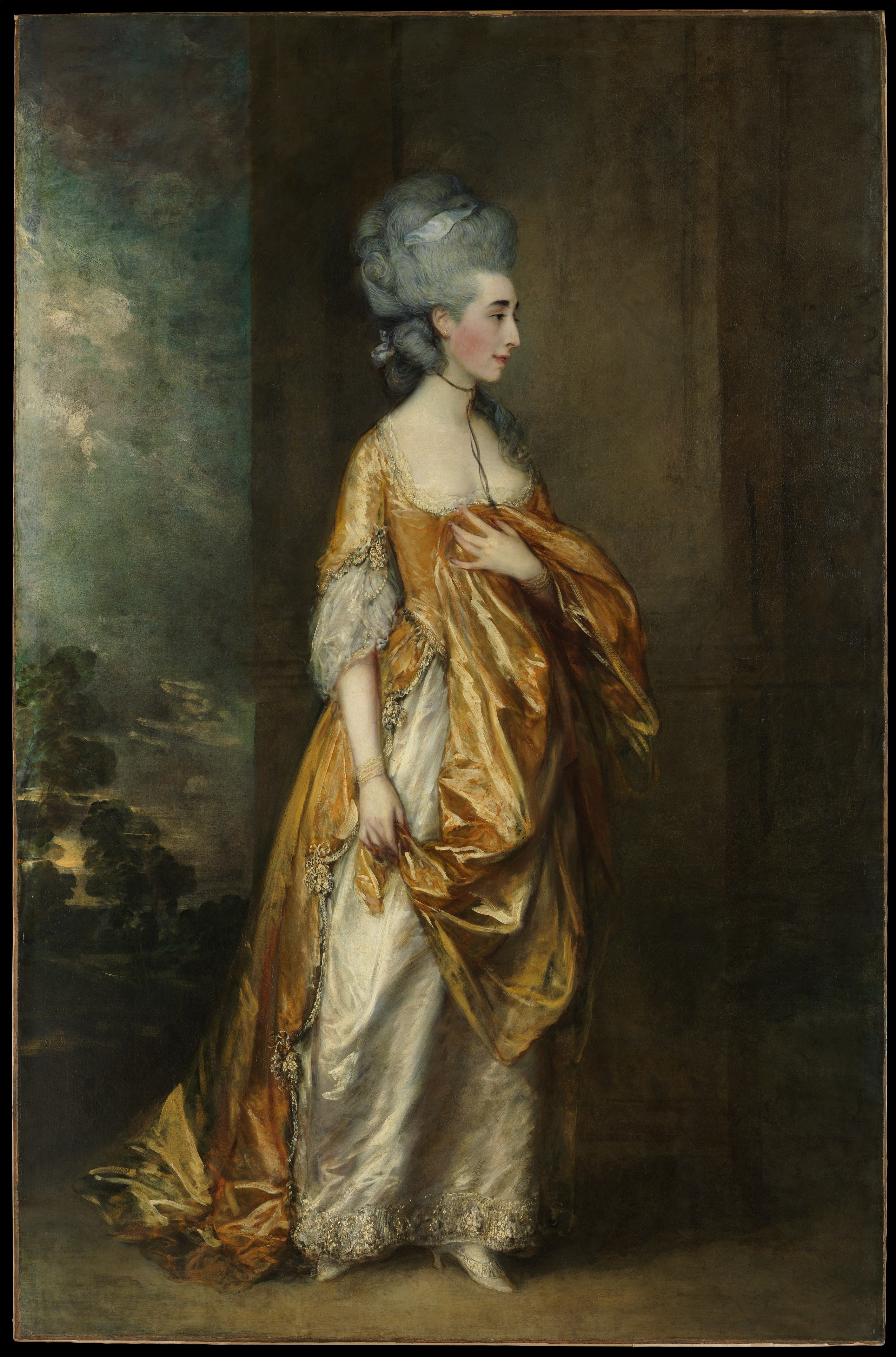
Un portrait de Grace Elliott par Thomas Gainsborough en 1778.

Elle fait ses débuts en 1771 (elle a probablement 17 ans) dans la bonne société d'Édimbourg, où sa beauté est grandement admirée. Elle épouse le très vieux et richissime docteur John Elliott la même année, devenant Mrs Grace Elliott. Néanmoins, en 1774, elle fuit Édimbourg en compagnie du vicomte Valentia, Arthur Annesley (1744-1816), après un scandale. Si l'on en croit ses mémoires, elle serait née en 1765, et n'aurait eu que neuf ans en 1774, elle en avait plus vraisemblablement dix-neuf.
Elle finit par obtenir le divorce et 12 000 livres à titre de dédommagements. Comme elle était encore mineure, son frère la fait enfermer dans un autre couvent en France. Cependant George Cholmondeley, un de ses nombreux bienfaiteurs, vient à sa rescousse et la ramène à Londres où elle mène une vie de demi-mondaine, entretenue par un certain nombre d'hommes riches et influents.
Thomas Gainsborough a peint d'elle en 1778 un portrait, probablement à la demande du comte de Cholmondeley,, qui est maintenant exposé au Metropolitan Museum of Art de New York. En 1782, elle a une brève liaison avec le Prince de Galles (le futur George IV) et donne naissance à une fille connue sous le nom de Georgina Seymour (1782–1813). Elle est cependant baptisée à Marylebone Georgina Frederica Augusta Elliott, fille de Son Altesse Royale George, Prince de Galles & Grace Elliott. Grace est entretenue par Lord Cholmondeley, mais soutient que le prince est bien le père. Ce dernier est d'avis, cependant, comme un certain nombre de personnes, que l'enfant est de Lord Cholmondeley, mais d'autres, à la cour, disent qu'elle ressemble à Charles William Wyndham (frère de Lord Egremont), qui en revendique aussi la paternité. D'autres la supposent fille de l'homme politique écossais George Selwyn. Lord Cholmondeley cependant, l'élève, la marie en 1808 à lord Charles Bentinck et, à sa mort, en 1813, prend soin de l'enfant qu'elle laisse.

### Sa vie en France
Le prince de Galles la présente à Philippe d'Orléans, alors duc de Chartres en 1784, elle devient sa maîtresse et vient s'installer à Paris en 1786. Elle reste sur place pendant la Révolution. Le Duc, qui soutient les idées révolutionnaires, prend le nom de « Philippe-Égalité » en 1792, vote la mort du roi, son cousin, et attise la haine contre la reine Marie-Antoinette. Grace, quant à elle, soutient la monarchie et reste fidèle à Louis XVI et sa famille. L'exécution du roi, en janvier 1793 l'anéantit.
C'est le début de la Terreur et la loi des suspects est adoptée le 17 septembre 1793. Malgré l'appui qu'il a apporté à la Révolution, le duc d'Orléans est exécuté le 6 novembre, son fils (le futur Louis-Philippe) étant passé à l'ennemi à la suite du général Dumouriez. Grace est emprisonnée, comme beaucoup d'autres « ci-devant » : elle est anglaise et royaliste déclarée.  En outre, elle a en sa possession une lettre suspecte  de Charles James Fox. Elle est aussi suspectée d'avoir aidé un ardent royaliste condamné à mort, le polémiste et chansonnier « Chevalier » de Champcenetz, à fuir Paris. Dans ses mémoires, elle rapporte qu'elle se trouvait dans la même cellule que Madame du Barry, une des maîtresses de Louis XV.
L'accusation portée contre elle, la possession d'une lettre écrite par un Anglais, est abandonnée, aux motifs qu'elle n'avait pas été ouverte (Grace Eliott devait simplement la faire parvenir à l'amiral français Latouche-Tréville) et que, lors de son ouverture par le tribunal, on découvrit qu'elle commentait la récente victoire de la marine française à Naples et louait la Révolution.
C'est dans sa prison qu'elle apprend la nouvelle de l'exécution de Marie-Antoinette, le 16 octobre 1793. Plus tard, elle écrivit que « la grandeur et le courage » de la reine inspira à tous les prisonniers la volonté de suivre son exemple pour faire face à leur propre mort avec dignité.
Malheureusement, la plupart de ces événements haut en couleur provenant de Ma vie sous la Révolution (Journal of My Life During the French Revolution), ouvrage paru à Londres en 1859, n'ont pas d'assises réelles, selon l'historien anglais Horace Bleackley. Par exemple, elle n'a jamais partagé la cellule de Mme du Barry et n'était pas encore emprisonnée au moment de l'exécution de Marie-Antoinette (elle a été emprisonnée de décembre 1793 au 4 octobre 1794). Par ailleurs Bleackley considère que la « grande Dally » était loin d'être aussi belle qu'elle l'affirmait.

### Dernières aventures
Grace Elliott échappe donc de justesse à la mort, à la différence de nombre de ses amies de la noblesse, grâce à la fin du régime de la Terreur. Elle a connu quatre prisons différentes en tout, affirme-t-elle, dans ses Mémoires, bien qu'il n'en soit pas trouvé  trace sur les registres d'écrou. Elle affirme aussi avoir été courtisée par Napoléon Bonaparte, mais avoir refusé de l'épouser. Elle meurt le 15 mai 1823 à Ville-d'Avray, riche et entretenue par le maire de la ville ( page 7, registre état civil Hauts de Seine).

## Cinéma
Dans L'Anglaise et le Duc (2001), Éric Rohmer met en scène le récit dramatique que Grace Elliott relate dans ses mémoires, son aventure avec le duc d'Orléans (joué par Jean-Claude Dreyfus) et la période révolutionnaire. C'est l'actrice anglaise Lucy Russell qui interprète Grace Dalrymple Elliott.